# Johann Andreas Cramer (minéralogiste)
Pour les articles homonymes, voir Johann Andreas Cramer (théologien) et Cramer.
Johann Andreas Cramer, né en 1710 à Quedlinbourg en Saxe et mort en 1777, est un minéralogiste allemand.
Ses travaux ont fait avancer le domaine de la métallurgie et on lui doit notamment :
- Elementa artis docimasticae duobus tomis comprehensa, quorum prior theoriam, Leyde, 1739, traduit par de Jacques-François de Villiers, 1755 (Éléments de docimastique ou de l'art des essais...) ;
- Principes de métallurgie, 1774.

## Source
Cet article comprend des extraits du Dictionnaire Bouillet. Il est possible de supprimer cette indication, si le texte reflète le savoir actuel sur ce thème, si les sources sont citées, s'il satisfait aux exigences linguistiques actuelles et s'il ne contient pas de propos qui vont à l'encontre des règles de neutralité de Wikipédia.